# Kate Roberts
Kate Roberts (13. února 1891 – 14. dubna 1985) byla velšská spisovatelka, píšící ve velštině. Narodila se ve vesnici Rhosgadfan na severu Walesu. V letech 1910 až 1913 studovala na Bangorské univerzitě a později sama vyučovala na školách v Ystalyfera a Aberdare. V roce 1928 se provdala za tiskaře Morrise T. Williamse, s nímž od třicátých let (a po jeho smrti v roce 1946 ještě několik let sama) vedla nakladatelství Gwasg Gee. Jako spisovatelka debutovala v roce 1925 sbírkou povídek O gors y bryniau. První román Deian a Loli publikovala v roce 1927. Roku 1960 vydala vzpomínkovou knihu Y lôn wen. V češtině je zastoupena povídkou „Kočky na dražbě“ (Cathod Mewn Osciwn) v antologii Kočky na dražbě (One Woman Press 2004). Zemřela v obci Denbigh, kde byla následně i pochována, ve věku 94 let. V anketě 100 velšských hrdinů (2004) se umístila na 41. místě.

## Dílo
- O Gors y Bryniau (1925) – sbírka povídek
- Deian a Loli (1927) – román
- Rhigolau Bywyd (1929) – sbírka povídek
- Laura Jones (1930) – román
- Traed Mewn Cyffion (1936) – román
- Ffair Gaeaf (1937) – sbírka povídek
- Stryd y Glep (1949) – román
- Y Byw sy'n Cysgu (1956) – román
- Te yn y Grug (1959) – sbírka povídek
- Y Lôn Wen (1960) – memoáry
- Tywyll Heno (1962) – román
- Hyn o Fyd (1964) – sbírka povídek
- Tegwch y Bore (1967) – román
- Prynu Dol (1969) – sbírka povídek
- Dau Lenor o Ochr Moeltryfan (1970)
- Gobaith a Storïau Eraill (1972) – sbírka povídek
- Yr Wylan Deg (1976) – sbírka povídek
- Haul a Drycin (1981) – sbírka povídek